# Església la llum del món
L'Església la llum del món (en castellà: Iglesia la Luz del Mundo) és una organització religiosa mundial amb seu a Guadalajara, Jalisco, Mèxic. El seu nom oficial és: Església del Déu Viu, Columna i Suport de la Veritat LA LLUM DEL MÓN A.R. Diu ser la restauració de la primitiva església cristiana fundada per Jesucrist. L'església declara predicar i instruir als seus membres en els alts valors de la pau i l'amor a Déu, així com en la fraternitat i el respecte als seus semblants i a la seva idiosincràsia, "portar a qualsevol persona sense cap distinció" el missatge de la "salvació mitjançant la fe en Crist Jesús". L'Església està registrada com Associació Religiosa a Mèxic davant les autoritats de la Secretaria de Governació o Ministeri de l'Interior, a partir de l'any 1993, any en què es reconeix personalitat jurídica a les esglésies a Mèxic per part del seu govern.